# 122e division d'infanterie (France)
Pour les articles homonymes, voir 122e division.
La 122e division d'infanterie est une division d'infanterie de l'Armée de terre française qui a participé à la Première Guerre mondiale. À partir de 1916, elle participe à l'expédition de Salonique au sein de l'Armée française d'Orient. Elle opère après-guerre en Turquie puis rejoint en 1920 le Levant.

## Création et différentes dénominations
- 9 décembre 1914 - 27 avril 1915 : Division provisoire Tassin
- 27 avril - 15 juin 1915 : Division provisoire Guérin
- 15 juin 1915 - mai 1920 : 122e division d'infanterie
  - août 1919 : division de Turquie
- juin 1920 : 4e division du Levant

## Les chefs de la122edivision d'infanterie
- 9 décembre 1914 - 27 avril 1915 : Général Tassin
- 27 avril - 15 juin 1915 : Général Guérin
- 15 juin - 20 décembre 1915 : Général de Lardemelle
- 20 décembre 1915 - 23 mai 1917 : Général Régnault
- 23 mai - 2 novembre 1917 : Général Gérôme
- 2 novembre 1917 - 1er mars 1918 : Général Castaing
- 1er mars 1918 - 3 septembre 1919 : Général Topart

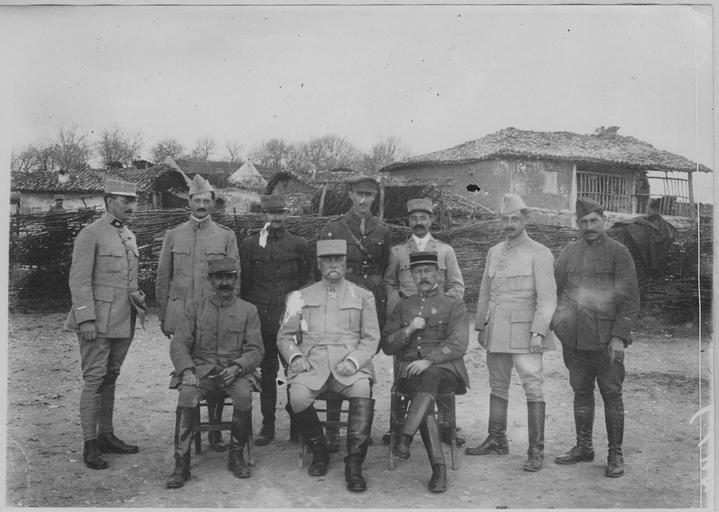
Le général Régnault et son état-major divisionnaire en janvier 1917.

- 3 septembre 1919 - dissolution : Général Goubeau

## Composition

### De 1914 à 1917

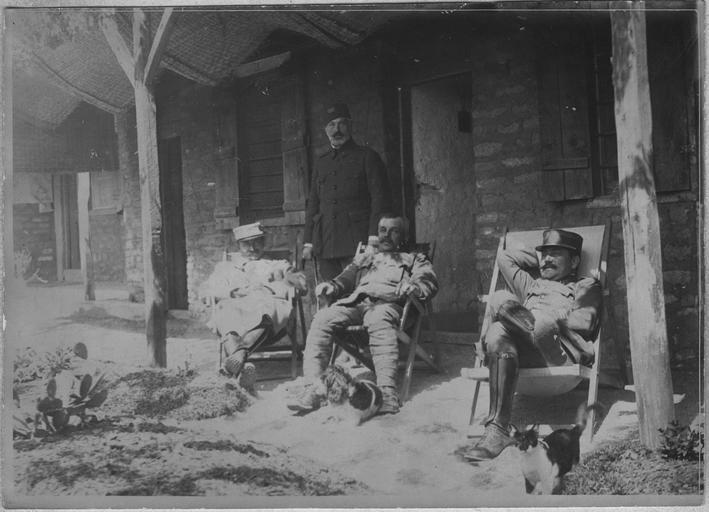
Le colonel Marquis, commandant la 8e brigade (45e et) et ses officiers d'ordonnance en mai 1917.

Jusqu'en septembre 1917, l'infanterie est organisée en brigades :
- Infanterie :
  - 185e brigade territoriale de décembre 1914 à juin 1915[1]
  - 9e brigade d'infanterie (détachée de la 5e DI) de décembre 1914 à avril 1915[2] :
    - 39e régiment d’infanterie[3]
    - 74e régiment d’infanterie[3]

  - 8e brigade d'infanterie d'avril 1915 à septembre 1917[4],[5] :
    - 45e régiment d’infanterie
    - 148e régiment d’infanterie

  - 243e brigade d'infanterie de juin 1915 à septembre 1917[1] :
    - 84e régiment d’infanterie
    - 248e régiment d’infanterie
    - 58e bataillon de chasseurs à pied à partir d'octobre 1915
- Cavalerie[1] :
  - 1 escadron du 6e régiment de dragons de juin 1915 à janvier 1917
  - 1 escadron du 29e régiment de dragons à partir de janvier 1917
- Artillerie[1] :
  - 2 groupes de 75 du 41e régiment d'artillerie de juin 1915 à juillet 1917
  - 1 groupe de 75 du 6e régiment d'artillerie de janvier 1916 à juillet 1917
  - 1 groupe de 65 du 1er régiment d'artillerie de montagne à partir de janvier 1916
  - 3 groupes de 75 du 241e régiment d'artillerie à partir de juillet 1917
  - 107e demi-batterie de 58 du 41e régiment d'artillerie de juin 1915 à juillet 1916
  - 111e batterie de 58 du 1er régiment d'artillerie de montagne de juillet 1916 à juillet 1917
  - 101e batterie de 58 du 241e régiment d'artillerie à partir de juillet 1917
- Génie[1] :
  - compagnies 2/14, 2/64, 2/24 du 3e régiment du génie

### De 1917 à 1919
De septembre 1917 à mars 1919, les brigades disparaissent et l'infanterie est directement rattachée à l'infanterie divisionnaire (ID/122)
- Infanterie divisionnaire[1] :
  - 45e régiment d’infanterie
  - 84e régiment d’infanterie
  - 148e régiment d’infanterie
  - 58e bataillon de chasseurs à pied (dissous en octobre 1917)
  - 130e bataillon de tirailleurs sénégalais, à partir de mars 1919[6]
- Cavalerie[1] :
  - Un escadron du 29e régiment de dragons
- Artillerie[1] :
  - 1 groupe de 65 du 1er régiment d'artillerie de montagne
  - 3 groupes de 75 du 241e régiment d'artillerie
  - 101e batterie de 58 du 241e régiment d'artillerie de juillet 1917 à novembre 1918
- Génie[1] :
  - compagnies 2/14, 2/64, 2/24 du 3e régiment du génie

### De 1919 à 1920
Le 8 avril 1919, les brigades sont recréées, :
- 8e brigade d'infanterie, renommée 244e brigade en septembre 1919[8] :
  - 45e régiment d’infanterie à deux bataillons
  - 148e régiment d’infanterie à deux bataillons
  - 130e bataillon de tirailleurs sénégalais
- 243e brigade d'infanterie :
  - 84e régiment d’infanterie à deux bataillons, jusqu'en août 1919[6]
  - 260e régiment d’infanterie à deux bataillons, jusqu'en août 1919[6]
  - 16e régiment de tirailleurs sénégalais, à partir d'août 1919[6]

## Première Guerre mondiale
Constitution de la DI Provisoire Tassin le 9 décembre 1914.

### 1914
- 9 décembre 1914 - 21 juin 1915 : occupation d’un secteur vers la Neuvillette et le nord de Loivre.

16 février 1915 : attaque sur le bois de Luxembourg.

### 1915
Constitution de la 112e DI entre les 6 et 15 juin 1915, à partir d’éléments provenant de la DI Provisoire Guérin.
- 21 juin - 13 juillet : retrait du front; repos, instruction et travaux au sud-ouest de Reims.
- 13 juillet - 4 octobre : occupation d’un secteur vers Berry-au-Bac et Loivre

18 août : réduction du front, à droite, jusque vers la Neuville, et extension, à gauche, jusque vers la Miette.
22 août : nouvelle réduction, à droite, jusque vers Sapigneul.
- 4 - 11 octobre : retrait du front et repos vers Épernay.
- 11 - 14 octobre : transport par V.F. à Toulouse.
- 14 - 25 octobre : concentration et organisation, en vue de son départ pour l’Orient.
- 25 octobre - 3 décembre : transport par V.F., de Toulouse, à Sète et à Toulon, puis, par mer, vers Salonique.Le 148e RI à Salonique le 6 novembre 1915.

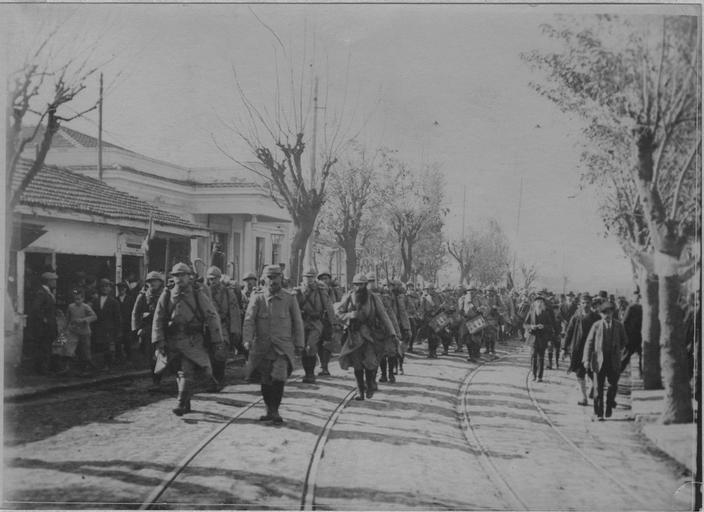
Le à Salonique le 6 novembre 1915.

- Au fur et à mesure de leur débarquement (du 1er au 12 novembre), mouvement des éléments de la 122e DI vers le front de la Tchérna inférieure.

le 11 novembre : combats dans la région de Tchitchévo. À partir du 12 novembre, combats défensifs, puis, le 21, repli sur la rive droite de la Tchérna. (À partir du 30 novembre, une brigade est portée sur Gradéts en vue de l’organisation d’une position d’arrêt).
- 3 - 17 décembre : engagée dans la Retraite vers Salonique : les 3 et 4 décembre, repli jusqu’à la position d’arrêt de Gradéts.

6 - 8 décembre :  attaques bulgares sur Pétrovo, le 7 décembre sur Davidovo, et le 8 décembre sur Kovanéts.
9 décembre : repli à hauteur de la Boyimia ; le 10, combats vers Gourintchét ; le 11, combat et repli entre Davidovo et Guiévguiéli ; le 12, passage de la frontière grecque, sur les deux rives du Vardar, puis, à partir de Karasouli, retraite, par la rive gauche, sur Dogandji, où la DI arrive le 17 décembre.
- 17 décembre 1915 - 31 mars 1916 : organisation du camp retranché de Salonique, dans le secteur Dogandji, Dourmouchlou : à partir de janvier, extension du front sur la rive droite du Vardar, jusqu’au Kara Azmak, par le sud-est de Kayali (éléments maintenus vers Karasouli, en contact avec l’ennemi, au sud de Matchoukovo).

### 1916

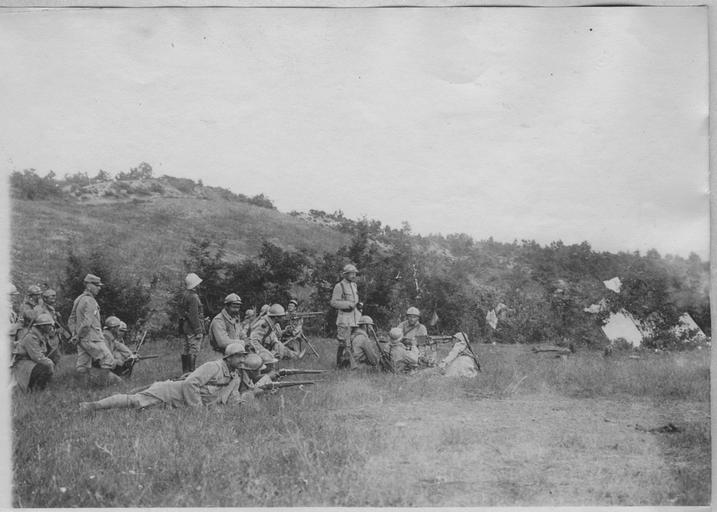
Mitrailleurs du dans la région de Kilkís en mai 1916.

- 31 mars - 28 août : occupation et organisation d’un secteur, à cheval sur le Vardar, vers Ardjan et Lioumnitsa ; préparatifs d’attaque : 20 et 21 août, combats sur les hauteurs nord de Lioumnitsa (avec le concours d’éléments de la 156e D.I.).
- 28 août 1916 - 1er janvier 1917 : relève, sur la rive gauche du Vardar, par des éléments britanniques, et extension du secteur vers l’ouest, dans la région de Nonte (en) : actions locales fréquentes, particulièrement, les 12, 13 et 14 septembre, au nord de la piste Lioumnitsa, Nonté, les 9 et 17 octobre et le 11 novembre, vers Hadji Bari Mahala, enfin, le 11 décembre, au nord-ouest de Mayadag.

### 1917

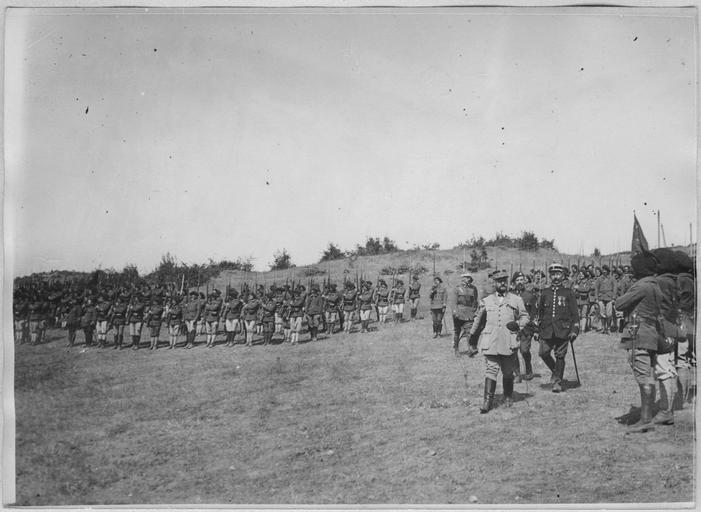
Le général Gérôme avec le en juillet 1917.

- 1er janvier - 10 mai : préparatifs d’offensive dans la région du Skra di Legen.
- 10 mai 1917 - 10 juillet 1918 : opérations franco-helléniques dans le Serka di Légén:

10 - 14 mai 1917 : attaques françaises. Puis organisation des positions conquises
29, 30 août : engagements particulièrement violents. Au cours de la première quinzaine de novembre, regroupement progressif de la D.I., dans la partie droite de son secteur, vers Mayadag.

### 1918

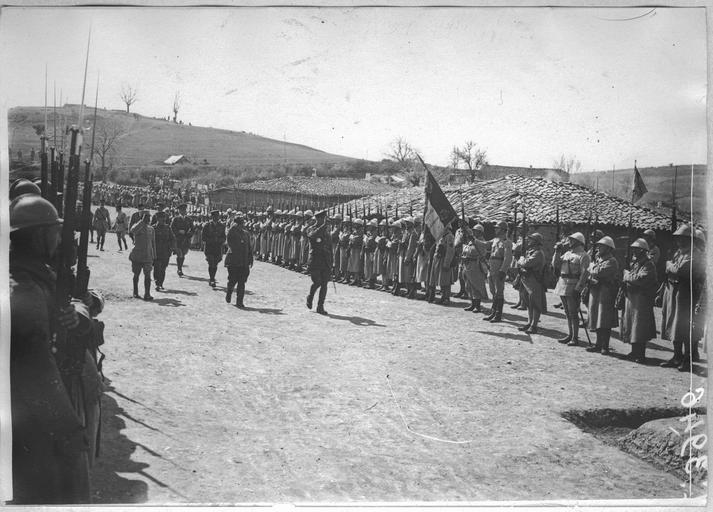
Un bataillon du passé en revue par les généraux Gérôme et Milne le 4 avril 1918.

- 10 juillet - 27 août : retrait du front et mouvement vers Véria ; repos.
- 27 août - 15 septembre : mouvement vers le front, puis occupation d’un secteur vers le mont Sokol et le Dobropolje ; préparatifs d’offensive.
- 15 septembre - 11 novembre : engagée dans la Bataille du Dobropolje : enlèvement du Dobropolié et du Sokol. Puis retrait du front et repos vers Vértékop puis vers Guvezné.

En octobre : mouvement, par Drama, à travers la Macédoine orientale : progression vers la Turquie (en liaison avec des éléments britanniques) ; mouvement par Xanthi et Gumuldjina, vers la Maritsa.
En novembre : franchissement de la Maritsa et occupation d’Ouzoun Keupru

### Rattachements
Affectation organique: 1er Corps d’Armée, de décembre 1914 à juin 1915
- 5e armée

9 décembre 1914 – 10 octobre 1915
- Intérieur

11 – 31 octobre 1915
- Armée d’Orient

1er novembre 1915 – 10 août 1916
- Armée française d'Orient

11 août – 6 septembre 1916
- Commandement des Armées Alliées

7 septembre 1916 – 11 novembre 1918

## Entre-deux-guerres

### 1918
Dès l'annonce d'une convention entre la Turquie et les Alliés, la division reçoit l'ordre de se mettre en route pour rejoindre le Bosphore et les Dardanelles.